# Rechovot
Rechovot (hebrejsky  רְחוֹבוֹת, v oficiálním přepisu do angličtiny Rehovot) je město v Centrálním distriktu Státu Izrael. V roce 2022 počet obyvatel Rechovotu překročil 150 000. Starostou města je Rachamim Malul.

## Geografie
Leží v nadmořské výšce 25 metrů, cca 20 km jižně od Tel Avivu v rovinaté pobřežní planině. Na jihozápadní straně města protéká potok Sorek.
Město je na dopravní síť napojeno soustavou četných dálničních tahů. Jde zejména o dálnici číslo 40 a dálnici číslo 42. Ve městě stojí železniční stanice Rechovot. Prochází tudy železniční trať Tel Aviv – Aškelon.

## Historie

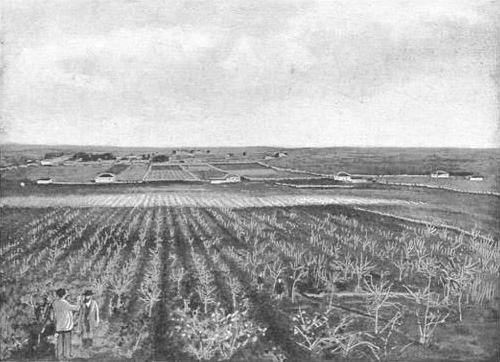
Rechovot počátkem 20. století

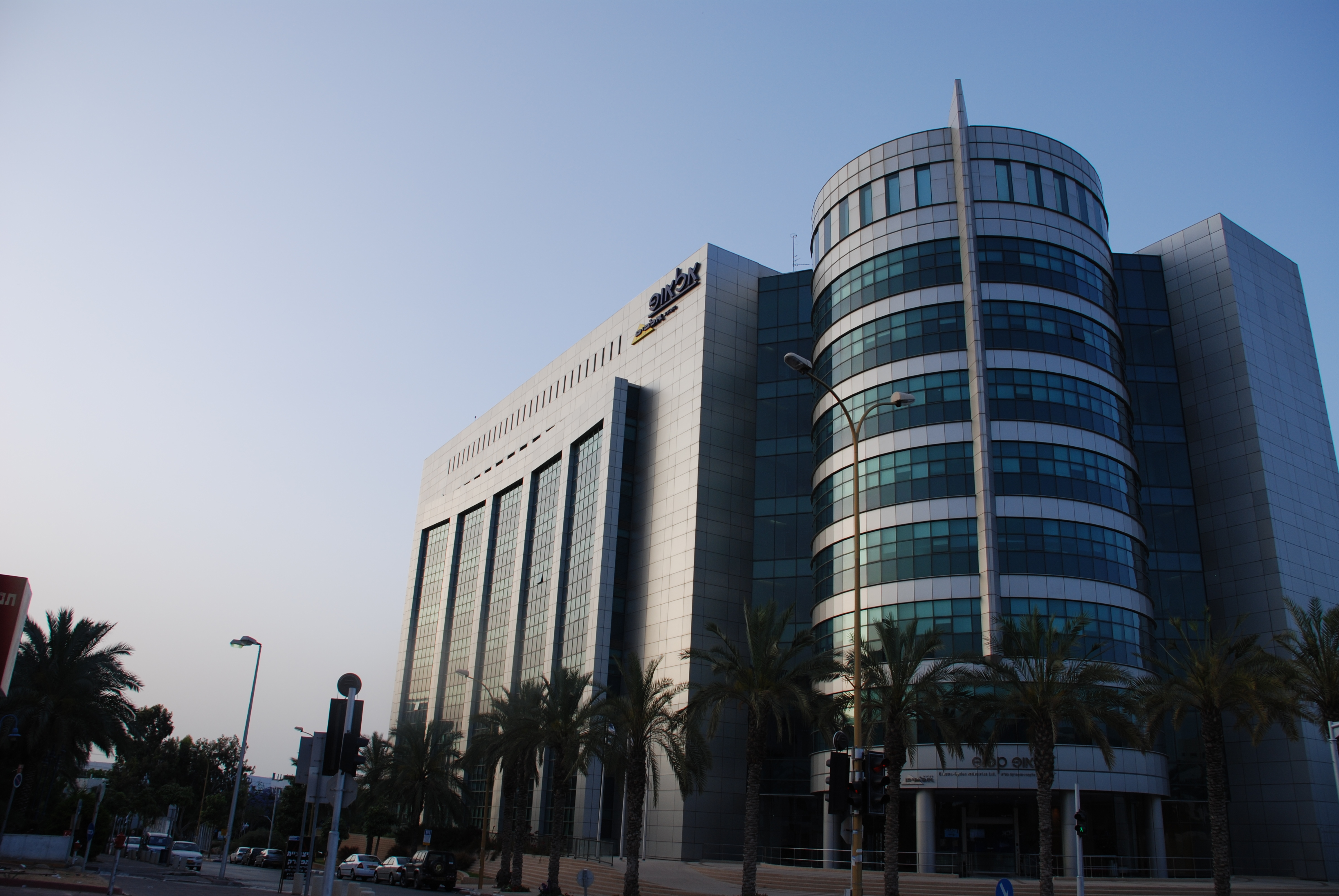
Zástavba ve vědeckém parku v Rechovotu

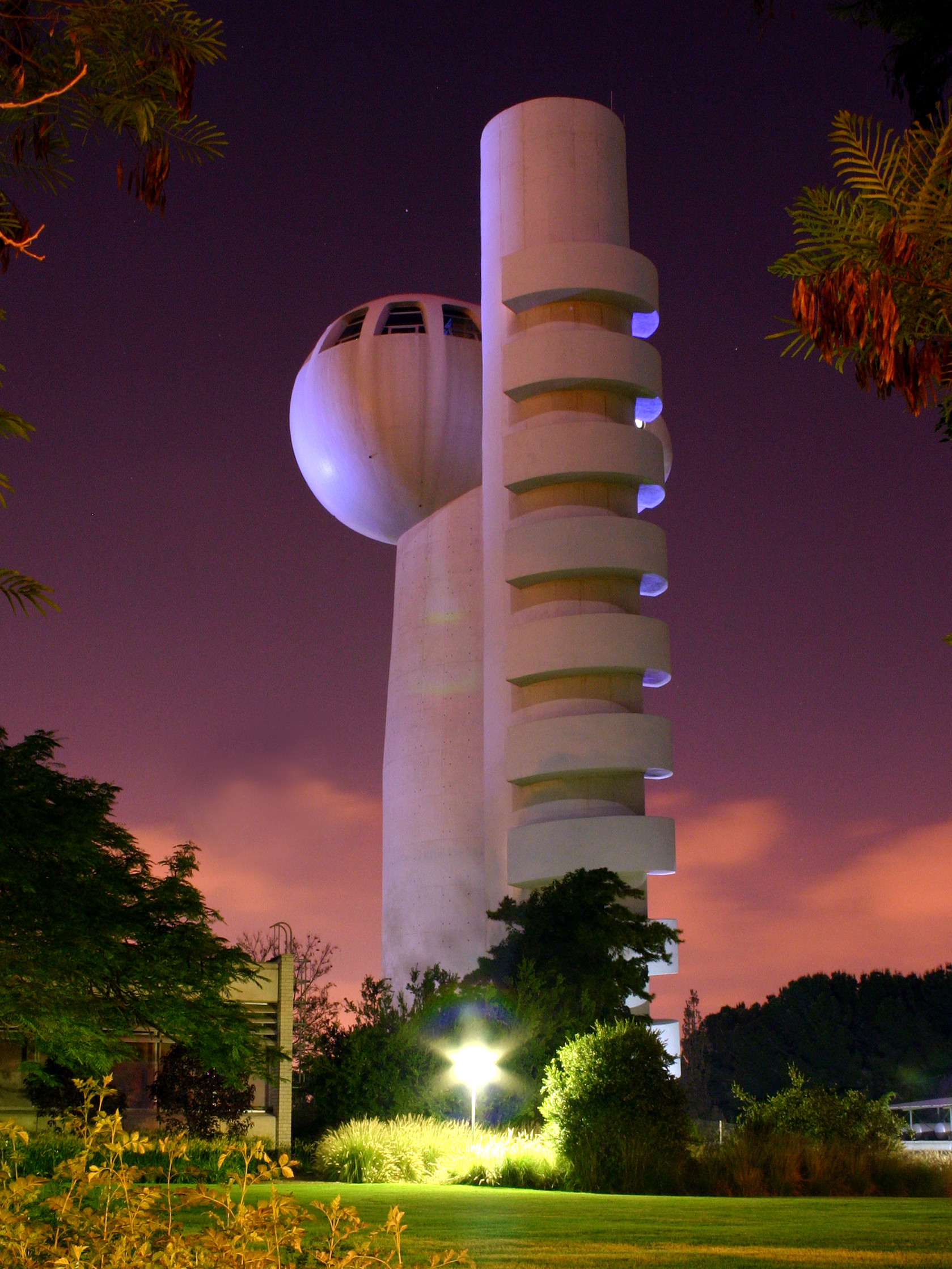
Urychlovač částic v areálu Weizmannova institutu věd

Rechovot byl vybudován na místě, kde stával Doron, židovská komunita, která existovala již v dobách Mišny. Na stejném místě také v římském, byzantském a raně arabském období stával Khirbet Duran. Město je pojmenováno po biblickém městě, které se ale nacházelo jinde, konkrétně v Negevské poušti na jihu dnešního Izraele.
Rechovot byl založen roku 1890 varšavskými Židy, kteří se rozhodli být nezávislí na pomoci filantropa barona Edmonda de Rothschilda. V té době šlo o jednu z mála židovských osad v turecké Palestině, která nebyla sponzorovaná Rothschildem. Název města vybral jeden z jeho zakladatelů Izrael Belkind podle verše z Genesis: „Pojmenoval ji Rechobót a řekl: „Teď už nám Hospodin poskytl prostor, abychom se mohli na zemi rozplodit.““
V roce 1906 přišli do města židovští imigranti z Jemenu. Šlo o jednu z prvních vln jemenitské imigrace do dnešního Izraele. Pro ně tu vznikla čtvrť Ša'arajim, od roku 1920 fakticky sloučená s Rechovotem (oficiálně došlo ke sloučení roku 1944). Během 20. století Rechovot pohltil i dosud samostatnou vesnici Zarnuga (založena 1951, připojena 1954, později přejmenována na čtvrť Kirjat Moše), Kfar Gvirol (založena 1952, připojena 1954) a Kfar Marmurek (založena 1929, připojena 1956).
První osadníci tvrdě pracovali, přičemž původně se obec orientovala na zemědělství. Vysázeli vinice, mandloňové sady a citrusové háje. Rechovot se stal jedním z hlavních izraelských citrusových center a jeho pozice se ještě více upevnila poté, co byl v roce 1965 otevřen přístav v Ašdodu. Roku 1950 byl povýšen na město.
Mezi lety 1914 a 1991 se populace Rechovotu rozrostla z 995 obyvatel na 81 000 a rozloha města se více než zdvojnásobila. V roce 1995 se odhadovalo, že v Rechovotu a jeho zázemí žije na 337 800 obyvatel. V roce 1932 sem byla přesunuta z Tel Avivu zemědělská výzkumná stanice, která se o 30 let později stala Zemědělskou fakultou Hebrejské univerzity v Jeruzalémě. V roce 1934 založil Chajim Weizmann v Rechovotu Daniel Sieff Research Institute, který byl v roce 1949 přejmenován, na jeho počest, na Weizmannův institut věd. Ten se stal světově významným vědeckým střediskem. Symbol vědy (mikroskop) se dostal i do oficiálního znaku Rechovotu. Na jižním okraji města se rozkládá areál Kaplanovy nemocnice.

## Demografie
Podle údajů z roku 2009 tvořili naprostou většinu obyvatel Židé – přibližně 106 600 osob (včetně statistické kategorie „ostatní“, která zahrnuje nearabské obyvatele židovského původu, ale bez formální příslušnosti k židovskému náboženství, přibližně 112 300 osob).
Jde o velkou obec městského typu s dlouhodobě rostoucí populací. K 31. prosinci 2014 zde žilo 128 900 lidí. K roku 2007 ve městě žilo 49 600 mužů a 52 300 žen. Věková skladba obyvatelstva byla: 31,6 % ve věku do 19 let, 16,1 % ve věku 20-29 let, 18,2 % ve věku 30-44 let, 18,2 % ve věku 45-59 let, 3,5 % ve věku 60-64 let a 12,3 % starších 65 let.
| Rok  | Obyvatelé |
| ---- | --------- |
| 1948 | 12 522    |
| 1949 | 14 800    |
| 1950 | 18 200    |
| 1951 | 21 200    |
| 1952 | 23 000    |
| 1953 | 25 500    |
| 1954 | 25 500    |
| 1955 | 26 000    |
| 1956 | 27 700    |
| 1957 | 28 200    |
| 1958 | 28 400    |
| 1959 | 28 500    |

| Rok  | Obyvatelé |
| ---- | --------- |
| 1960 | 28 000    |
| 1961 | 29 900    |
| 1962 | 30 400    |
| 1963 | 31 300    |
| 1964 | 32 000    |
| 1965 | 32 800    |
| 1966 | 33 200    |
| 1967 | 34 000    |
| 1968 | 34 800    |
| 1969 | 35 600    |
| 1970 | 36 600    |
| 1971 | 37 900    |

| Rok  | Obyvatelé |
| ---- | --------- |
| 1972 | 39 200    |
| 1973 | 43 300    |
| 1974 | 46 700    |
| 1975 | 50 100    |
| 1976 | 54 000    |
| 1977 | 57 600    |
| 1978 | 61 000    |
| 1979 | 63 700    |
| 1980 | 66 200    |
| 1981 | 67 100    |
| 1982 | 68 400    |
| 1983 | 67 900    |

| Rok  | Obyvatelé |
| ---- | --------- |
| 1984 | 70 000    |
| 1985 | 70 300    |
| 1986 | 71 000    |
| 1987 | 71 900    |
| 1988 | 72 500    |
| 1989 | 73 800    |
| 1990 | 80 300    |
| 1991 | 83 000    |
| 1992 | 83 100    |
| 1993 | 83 200    |
| 1994 | 84 900    |
| 1995 | 85 182    |

| Rok  | Obyvatelé |
| ---- | --------- |
| 1996 | 86 397    |
| 1997 | 88 243    |
| 1998 | 90 284    |
| 1999 | 92 600    |
| 2000 | 95 046    |
| 2001 | 97 041    |
| 2002 | 98 800    |
| 2003 | 100 100   |
| 2004 | 101 900   |
| 2005 | 103 000   |
| 2006 | 104 500   |
| 2007 | 106 200   |

| Rok  | Obyvatelé |
| ---- | --------- |
| 2008 | 111 100   |
| 2009 | 112 700   |
| 2010 | 115 600   |
| 2011 | 118 100   |
| 2012 | 120 900   |
| 2013 | 125 000   |
| 2014 | 128 900   |
| 2015 | 132 700   |
| 2016 | 135 700   |
| 2017 | 138 400   |
| 2018 | 141 600   |

## Významní rodáci
- Ari Šavit, izraelský novinář a spisovatel

## Partnerská města
- Filadelfie, Spojené státy americké
- Grenoble, Francie
- Heidelberg, Německo
- Manchester, Spojené království
- Paraná, Argentina
- Rochester, Spojené státy americké